# Raimondo Inconis
Raimondo Inconis (San Gavino Monreale, 27 de março de 1959) é um fagotista italiano.

## Biografia
Inconis nasceu em San Gavino Monreale, comuna italiana da região da Sardenha,Itália.
Começou por estudar piano aos seis anos de idade, passando para ou fagote pouco depois no Conservatório de Música de Cagliari, sob a orientação de Orlando Pittau, graduando-se com honras.

### Atividade orquestral
Ao longo da sua formação académica teve a oportunidade de colaborar com as seguintes Orquestras Juvenis: Em 1979 com a Orquestra da Universidade da Académie Internationale d'Eté em Nice (França);
Em 1982, na Internationale Orchesterwochen (Áustria);
Em 1983, no International Muziekkamp, van Jeugd en Muziek België;
Em 1983 tocou na Orquestra Internacional Jeunesses Musicales;
Em 1984 na International Chamber Orchestra em Rovinj (Croácia), Koper (Eslovênia) e Porec (Croácia);
Em 1984 com a Orquestra da Juventude das Comunidades Europeias.
Ainda estudante, v venceu duas vezes o Concurso da Orquestra do Teatro Lirico di Cagliari jogando primeiro e segundo fagote.
Inconis, já se apresentou nas mais importantes e prestigiosas salas de concerto do mundo.

### A carreira
Inconis tocou com várias orquestras europeias na Alemanha, Bélgica, Áustria, França e Suécia.
Em 1979 mudou-se para Cagliari para tocar como fagotista na Orquestra do Teatro Lirico-Sinfonica de Cagliari até 1984.
Em 1984, fascinado pelas belezas da cidade de Palermo, mudou-se definitivamente para iniciar uma nova aventura profissional tocando contrafagote.
Em 1994, a Casa Ricordi de Milão propôs-lhe a criação de um livro que representasse todo o percurso histórico e musical do Contrafagote.
Ao final do trabalho, a Casa Ricordi publica a pesquisa como Método para Contrafagote denominado: "INCONIS - The Contrabassoon, History and Technique (INCONIS - O Contrafagote, História e Técnica) - ER 3008 / ISMN 979-0-041-83008-7. 
Considerado por todos como um guia confiável para os fundamentos técnico-expressivos do contrafagote. O livro foi escrito em inglês, italiano e alemão.